# Acorizal

Acorizal este un oraș în statul Mato Grosso (MT), Brazilia.